# Miguel José de Arriaga Brum da Silveira
Miguel José de Arriaga Brum da Silveira (Horta, 22 de março de 1776 — Macau, 13 de dezembro de 1824) foi um magistrado judicial, formado em Leis pela Universidade de Coimbra, que se distinguiu no cargo de ouvidor de Macau, nomeadamente durante a presença de uma esquadra britânica nas águas daquele território no contexto das Guerras Napoleónicas e depois na luta contra a pirataria no delta do rio das Pérolas (珠江 pinyin: Zhū Jiāng), que culminou na batalha da Boca do Tigre, e nas negociações que levaram à rendição do líder pirata Cam Pau Sai. Para além da organização da força naval, Arriaga desempenhou importante papel diplomático, permitindo a rendição negociada dos piratas e a integração do seu líder na marinha chinesa.

## Biografia
Miguel José de Arriaga Brum da Silveira foi o terceiro filho de José de Arriaga Brum da Silveira e de sua esposa Francisca Josefa Borges da Câmara Corte Real, um casal da melhor aristocracia açoriana. Foi educado em Lisboa desde a infância, cidade onde a família se fixou, integrada na aristocracia e no alto funcionalismo da corte. Refira-se que o seu irmão mais velho, Sebastião de Arriaga, deve o nome ao ter sido afilhado de baptismo do Marquês de Pombal, sendo tetravô de Manuel de Arriaga, o primeiro presidente da República Portuguesa. Apesar dessas ligações familiares o terem indubitavelmente favorecido, não há dúvida que é às suas qualidades de inteligência e labor que depois deveu os seus fulgurantes triunfos e ascensão. Formou-se em Leis na Universidade de Coimbra no ano de 1800, ingressando no  mesmo ano na magistratura judicial.
A 9 de maio de 1800, com 24 anos de idade, foi nomeado juiz no Bairro da Ribeira, em Lisboa. Transferido para a magistratura colonial, foi nomeado desembargador de agravos e colocado como desembargador do Tribunal da Relação de Goa. Estando ao tempo Macau subordinado ao governo do Estado da Índia, foi enviado como ouvidor das justiças para Macau, cidade onde chegou a 22 de junho de 1802, tomando posse oficial nos primeiros dias de janeiro do ano seguinte. O cargo de Ouvidor das Justiças fazia dele a autoridade da Coroa Portuguesa com superintendência sobre todos os ramos da administração pública da colónia.
Em Macau o seu prestígio social e a sua personalidade respeitosa e dinâmica, deram-lhe uma capacidade governativa e fama pouco comuns entre os funcionários régios que eram enviados para aquela cidade. Esse estatuto, e o seu dinamismo e capacidade de entender a realidade político-social da região, permitiram que assumisse um papel liderante num período de grandes dificuldades políticas e económicas, resultado dos constantes confrontos em torno do comércio do ópio com a China e da crescente pressão britânica na região.
Dedicou-se com afinco às suas funções, tendo entre muitas iniciativas, liderado a fundação de uma escola de pilotagem destinada a formar marítimos locais, de uma fábrica de pólvora e de uma Casa de Seguros destinada a reduzir os riscos das operações do comércio marítimo, ao tempo fortemente castigadas pela pirataria no Mar da China. Também se interessou pela educação e pelas questões sociais, patrocinando a formação de uma escola para missionários católicos e estimulando algumas famílias macaenses de etnia chinesa a enviarem os seus filhos para a Universidade de Coimbra, e apoiando as instituições de socorro aos mais necessitados. Apoiou e praticou as técnicas da vacinação, sendo pioneiro na introdução da vacina de Jenner em Macau e na China.
Aprendeu a língua chinesa, integrando-se na sociedade macaense. Casou em Macau no ano de 1808 com Ana Joaquina de Almeida, filha dos futuros barões de São José de Porto Alegre, sendo que o sogro, Januário Agostinho de Almeida, era um dos maiores armadores macaenses, com vastos interesses no comércio do ópio.
No campo económico encetou um conjunto de reformas visando estimular o comércio com os portos da Ásia, e destes com Portugal e o Brasil, abolindo o imposto sobre as transacções comerciais, as sisas, e fomentando a emigração chinesa para as colónias portuguesas no Brasil com o objectivo de ali iniciar a  cultura do chá.
Compreendendo a necessidade de preparar a defesa da colónia face à crescente presença no Mar da China de forças das potências europeias rivais e à crescente instabilidade política do Império Chinês, onde a hostilidade aos europeus crescia, também se lhe deve a formação de um batalhão de infantaria, funcionando como a milícia local.
Já no contexto das Guerras Napoleónicas, desempenhou o importante papel diplomático ao dissuadir os britânicos de ocupar Macau, evitando que a presença no porto daquela cidade, entre setembro e dezembro de 1808, de uma esquadra comandada pelo contra-almirante William O'Bryen Drury exacerbasse os confrontos com a China. Os britânicos, que a 21 de setembro desembarcaram forças que ocuparam os principais pontos estratégicos da cidade sob o pretexto de a defender de um potencial ataque francês, foram obrigados a retirar a 19 de dezembro, depois das autoridades chinesas terem mobilizado tropas para ocupar Macau e obrigado a um bloqueio quase total ao fornecimento de víveres. Nesse episódio foi capaz de diplomaticamente apaziguar os crescentes litígios entre britânicos e chineses, evitando por um lado a ocupação permanente de Macau pelos britânicos e por outro o envolvimento dos portugueses no conflito anglo-chinês.

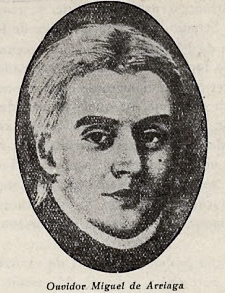

Contudo, a sua maior contribuição foi a organização de uma esquadra que permitiu submeter os piratas liderados por Cam Pau Sai (1783–1822) (Cheung Po Tsai; simplificado: 张保仔; tradicional: 張保仔; pinyin: Zhāng Bǎozǎi), conhecido pelo Tigre dos Mares, que infestavam a foz do rio das Pérolas, ameaçando sufocar o comércio marítimo de Macau. Embora afectasse o comércio português, a posição tradicional das autoridades portuguesas perante a pirataria chinesa e vietnamita era de tolerância, porque esta mantinha distraída e em constante sobressalto a autoridade chinesa e com isso interferia pouco nas decisões macaenses. Apesar dessa quase neutralidade ser a orientação política emanada do vice-rei em Goa, em 1808, perante os pedidos das autoridades chinesas e a necessidade de defender o comércio marítimo de Macau, Arriaga resolveu aliar-se aos mandarins dos territórios vizinhos e atacar as forças piratas. Para isso aparelhou alguns navios às suas próprias custas e dos cofres de Macau, empenhando-se pessoalmente nos preparativos, chegando a trabalhar como calafate, para dar exemplo.
Nas operações navais contra os piratas, que decorreram de 15 de Fevereiro de 1809 a 21 de Janeiro de 1810, em que Arriaga participou embarcado, a esquadra luso-chinesa conseguiu importantes vitórias, nomeadamente na batalha da Boca do Tigre, uma sucessão de recontros travados ao largo da cidade de Macau, na região do delta do rio das Pérolas conhecida por Boca do Tigre, e nas ilhas onde depois foi fundada a cidade de Honguecongue.
Na sua máxima extensão, a flotilha macaense teve seis navios, todos eles de três mastros, equivalentes às corvetas de guerra, com uma guarnição que rondava dos 100 a 160 homens e equipados com 16 a 26 canhões. Foram realizadas três batalhas nas quais as forças macaenses, mesmo em desvantagem numérica mas com superioridade no poder de fogo proporcionado pela artilharia, conseguiram manter o domínio da cidade e vencer a armada pirata, que contava com mais de 300 embarcações. Os combates mais intensos ocorreram na embocadura do rio Hiang-San e na ilha de Lantau.
Após a derrota naval das forças piratas, Miguel Arriaga, desarmado e sem escolta, mostrando destemor e respeito pelo vencido, foi até à Boca Tigre negociar a rendição de Cam Pau Sai. Negociada a rendição, que incluiu a integração na armada imperial de boa parte dos vencidos e das suas embarcações, Cam Pau Sai ofereceu-se para combater uma esquadra pirata que não se rendera e que ainda fazia estragos. Aceite a oferta, o antigo pirata foi feito mandarim e nomeado comandante de parte das forças navais imperiais, derrotando os seus anteriores rivais, que entregou como prisioneiros em Cantão.
A implantação do regime liberal em Macau, na sequência da revolução liberal do Porto de agosto de 1820, desencadeou um conjunto de perseguições aos anteriores governantes. Nesse período foi preso, tendo fugido para o exílio em Cantão, onde se manteve até poder regressar a Macau em glória.
Em 1812 por mercê régia, concedida pelo príncipe-regente D. João, recebeu a alcaidaria-mor da ilha do Faial, como recompensa por ter conseguido que o imperador da China restituísse os privilégios comerciais aos portugueses. Foi feito cavaleiro da Ordem da Torre e Espada, cavaleiro a Ordem de Cristo e comendador da Ordem da Conceição, fidalgo cavaleiro da Casa Real e membro do Conselho de Sua Majestade Fidelíssima.
Faleceu em Macau a 13 de dezembro de 1824, com 48 anos de idade, minado por doença prolongada, exacerbada pelo seu exílio em Cantão. Foi pranteado em Macau, onde era visto como exemplo de homem enérgico e de carácter e como filantropo e grande estadista. Tal foi o mérito conquistado na China que quando morreu o imperador ordenou luto em sua honra. O seu nome é recordado na toponímia da cidade de Macau.